# Töging am Inn
Töging am Inn är en stad i Landkreis Altötting i Regierungsbezirk Oberbayern i förbundslandet Bayern i Tyskland.